# Acanthocephala confraterna
Acanthocephala confraterna är en insektsart som först beskrevs av Philip Reese Uhler 1871. Acanthocephala confraterna ingår i släktet Acanthocephala, och familjen bredkantskinnbaggar. Inga underarter finns listade i Catalogue of Life.